# هزيمة ثورنتون

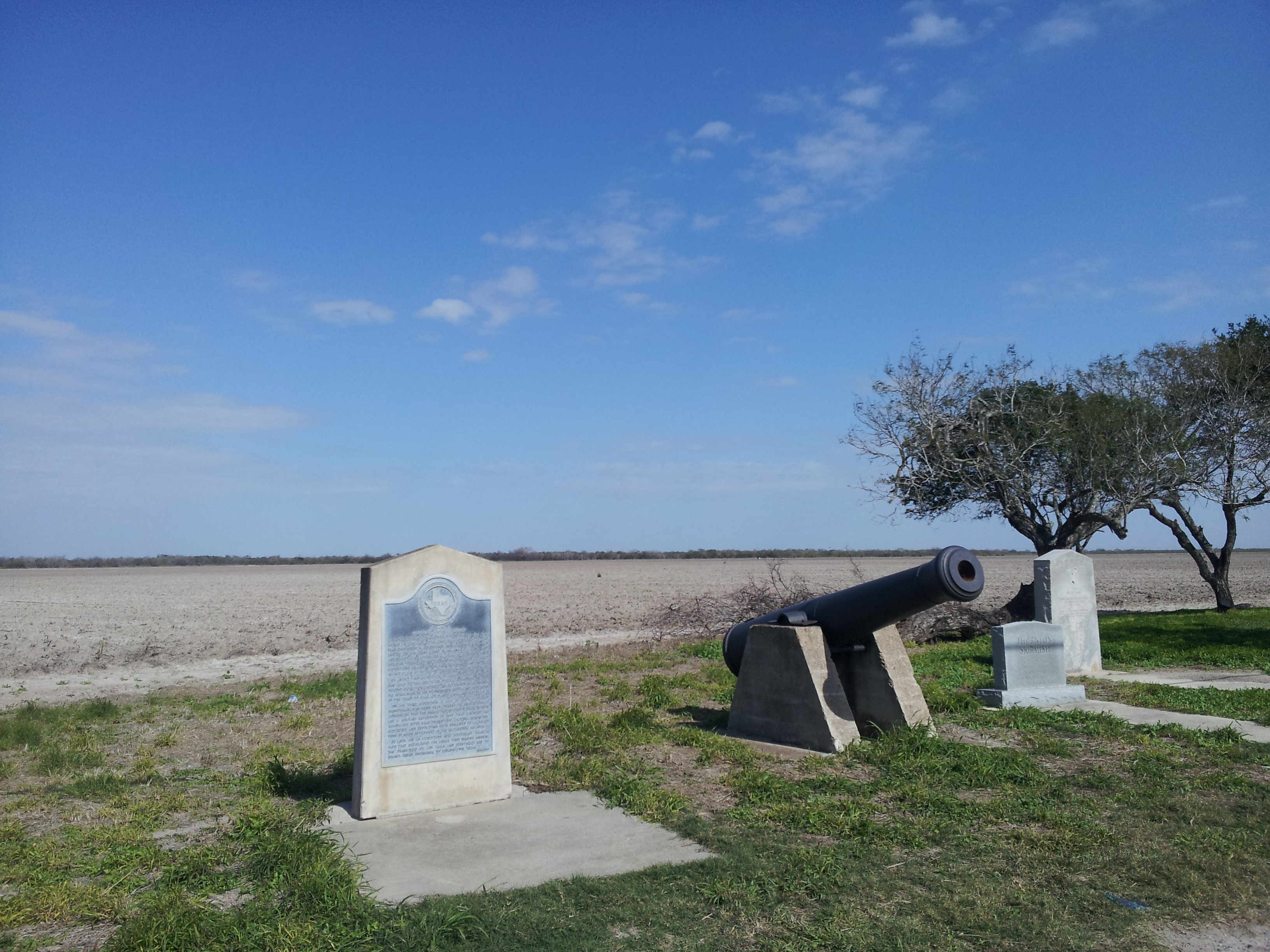
نصب تذكاري عن أول هزيمة للجيش الأمريكي أمام الجيش المكسيكي في تكساس

هزيمة ثورنتون أو قضية ثورنتون (بالإنجليزية: Thornton Affair)‏ (بالإسبانية: Incidente de Thornton)‏ ، هي معركة برية حدثت في تاريخ 25 أبريل سنة 1846م بين الجيش الأمريكي وخصمه المكسيكي ، حيث يقود الجيش الأمريكي كل من ويليام هاردي وبيث ثورنتون، بينما كانت القوات المكسيكية بقيادة أناستاسيو توريخون (Anastasio Torrejón)، وأنتهت المعركة بانتصار مكسيكي حيث خسر الجيش الأمريكي نحو 11 قتيلاً و6 جرحى وأسر 49 فرداً.